# Ikast-Brande Gymnasium
Ikast-Brande Gymnasium er et mellemstort gymnasium beliggende i Ikast. Gymnasiet har over 700 elever.
Gymnasiet blev indviet i 1973 som Ikast Gymnasium og HF-Kursus, der var dets navn frem til 2007, hvor det overgik fra at være drevet af Ringkjøbing Amt til selveje. Navnet Ikast-Brande Gymnasium referer samtidig til beliggenheden i Ikast-Brande Kommune.
Akitekturen tager udgangspunkt i lokaliteten, en mindre provinsby om givet af grønne marker. Som en firlænget gård ligger gymnasiet der – midt ude i det grønne. Utilnærmelig og lukket udefra men åben og imødekommende, når man kommer ind i gården.
Arkitekterne Friis og Moltke har visualiseret og rummeliggjort de skolepolitiske idealer, gymnasiet står for. Stilmæssigt er det funktionalisme – og den gren der benævnes brutalisme, fordi intet gemmes under facaden. Konstruktionen er enkel og gennemskuelig, de bærende og de bårne elementer er accentueret, ingen overflødigheder, alt tjener et formål. Med Poul Henningsens kunstsyn lever bygningerne op til parolen: Skønhed er, når form, funktion og materialer går op i en højere enhed. 
Pædagogisk er denne funktionalisme synliggjort i interiøret. Når man kommer indenfor er det store fællesareal det dominerende, åben mod gården og lyset, med stort udsyn og højt til loft. Her mødes man til fællesarrangementer, morgensamlinger, fællesmøder, kulturelle begivenheder – og gruppearbejde og socialt samvær. Fra det store fællesrum går man ud i de mindre fællesrum, klasseværelserne, der ligger langs det vinkelformede fællesareal.

## Kendte studenter
- 1981: Bo Boje Skovhus, operasanger
- 1983: Morten Frank Larsen, operasanger
- 1984: Henrik Øe, forbrugerombudsmand
- 1995: Tonje Kjærgaard, håndboldspiller
- 1999: Sanne Søndergaard, Stand-up komiker
- 2007: Pelle Emil Hebsgaard, skuespiller
- 2011: Erik Sviatchenko, fodboldspiller
- 2012: Pernille Harder, fodboldspiller
- 2013: Pione Sisto, fodboldspiller